# Ростов арена
Ростов арена (рус. Ростов Арена) фудбалски је стадион у граду Ростову на Дону, у Ростовској области Руске Федерације. 

## Историја
Према одлуци ФИФА-е, 2. децембра 2010. године, на основу званичне пријаве Русије, стадион ће бити домаћин утакмица Светског првенства у фудбалу 2018. Такође, стадион ће угостити ФК Ростов из Премијер лиге Русије, заменивши Олимп — 2. 
Отварање стадиона одржано је 15. априла 2018. утакмицом 26. кола Премијер лиге 2017/18: ФК Ростов — ФК СКА-Хабаровск (2:0). Грађен је од 2012. до краја 2017, а трошкови градње износили су 19,8 милијарди руских рубаља. Предвиђени капацитет стадиона је 45.000. Планирано је да се након светског првенства стадион преда на употребу локалном фудбалском клубу ФК Ростов. 

## Светско првенство у фудбалу 2018.
| Датум         | Време | Тим #1       | Резултат | Тим #2            | Фаза          | Број посетилаца |
| ------------- | ----- | ------------ | -------- | ----------------- | ------------- | --------------- |
| 17. јун 2018. | 21:00 | Бразил       | 1 : 1    | Швајцарска        | Група Е       | 43.109          |
| 20. јун 2018. | 18:00 | Уругвај      | 1 : 0    | Саудијска Арабија | Група А       | 42.678          |
| 23. јун 2018. | 18:00 | Јужна Кореја | 1 : 2    | Мексико           | Група Ф       | 43.472          |
| 26. јун 2018. | 21:00 | Исланд       | 1 : 2    | Хрватска          | Група Д       | 43.472          |
| 2. јул 2018.  | 21:00 | Белгија      | 3 : 2    | Јапан             | Осмина финала | 41.466          |